# Sara Noxx
Sara Noxx is een Duitse zangeres uit het elektro-genre.
In 1997 was Sara Noxx een van de laureaten op de wedstrijd voor bands van het Zillo-festival. Haar single Society en haar eerste album Noxxious werden meteen bijzonder populair in de alternatieve scène. Het daaropvolgende album Paradoxx sloeg sterk aan in België, in het bijzonder de song Stupid, wat de zangeres snel een internationale bekendheid opleverde. Haar stijl wordt gekenmerkt door ritmische elektronische beats en een wave-achtige melodie. De teksten zijn zwart-romantisch.
Na Paradoxx volgde er een stilte van drie jaar, totdat ze in 2001 het album Exxtasy uitbracht, waarop ze demonstreerde hoe veelzijdig haar stemgeluid kan zijn. De nummers Winter Again en Last Desire zijn klassiekers in het genre geworden.
Het album Nonvoxx uit 2003 was, zoals de titel suggereert, volledig instrumentaal. In datzelfde jaar verscheen vervolgens het album Equinoxx; de single Colder & Colder bracht het eens te meer tot bovenaan in de alternatieve hitlijsten van verschillende Europese landen.
In 2004 publiceerde ze een dichtbundel, Lyrixx getiteld. Met Sven Wolffs bracht ze in 2007 het album Bridges uit, onder de projectnaam ESSEXX. Het album slaat een brug tussen de darkwave van de tachtiger jaren en de moderne elektropop.
Eind 2007, begin 2008 brengt Sara Noxx de single Earth Song uit, een samenwerkingsverband met Project Pitchfork.
Vermits Sara Noxx veelvuldig van elektronische geluiden gebruikmaakt en ook teksten meer declameert dan zingt, wordt ze, inzonderheid wat haar vroege periode aangaat, dikwijls met Anne Clark vergeleken. De invloed van Clark is dan ook onmiskenbaar aanwezig.

## Discografie
- 1997 Noxxious
- 1998 Paradoxx
- 2001 Exxtasy
- 2003 Nonvoxx
- 2003 Equinoxx
- 2007 Bridges (ESSEXX)
- 2008: XX-Ray (Best Of)
- 2009: Intoxxication
- 2011: Where The Wild Roses Grow (z Markiem Benecke) – EP
- 2014: Weg zurück (z Goethes Erben) – EP
- 2015: Entre Quatre Yeuxx (Standard & Limited Edition)